# Kansas
Kansas (IPA: [ˈkænzəs] kiejtéseⓘ) az Amerikai Egyesült Államok 34. tagállama. Az Egyesült Államok középnyugati államai közé tartozik. Az állam az ország közepén található, ezért hivatkoznak sokszor Kansasra úgy, mint az ország szívére (angolul Heartland).
Napjainkban Kansas az egyik legeredményesebb mezőgazdasági állam. Termékei a különböző gabonafélék; és nemzeti szinten szinte minden évben a legtöbb búzát és napraforgót termeli.

## Neve
A nevét a Kansas folyó után kapta, amely keresztül szeli az államot, s a folyó nevét pedig az itt élő kansza indián törzsről nevezték el.
A törzs nevét (őshonosan kką:ze) gyakran fordítják úgy, mint „a szél emberei” vagy úgy, hogy „déli szél emberei”.

## Földrajz
Kansast északon Nebraska, keleten Missouri, délen Oklahoma, nyugaton pedig Colorado határolja. Hasonló távolságra van keletre az Atlanti-óceántól és nyugatra a Csendes-óceántól. Itt található a 48 amerikai állam földrajzi középpontja, Smith megyében, Lebanon közelében, az állam Osborne megyéjét pedig 1983-ig egész Észak-Amerika földrajzi középpontjának tekintették. Ezt - az Egyesült Államok kormánya által megállapított - helyet hivatkozási pontnak használták akkoriban Észak-Amerikában. Magának Kansas államnak a földrajzi középpontja Barton megyében van.

### Domborzat

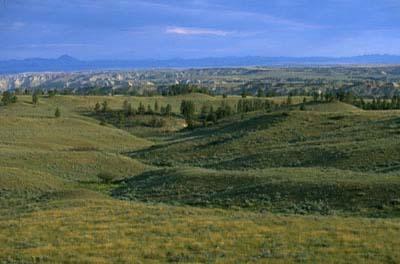
Breaks

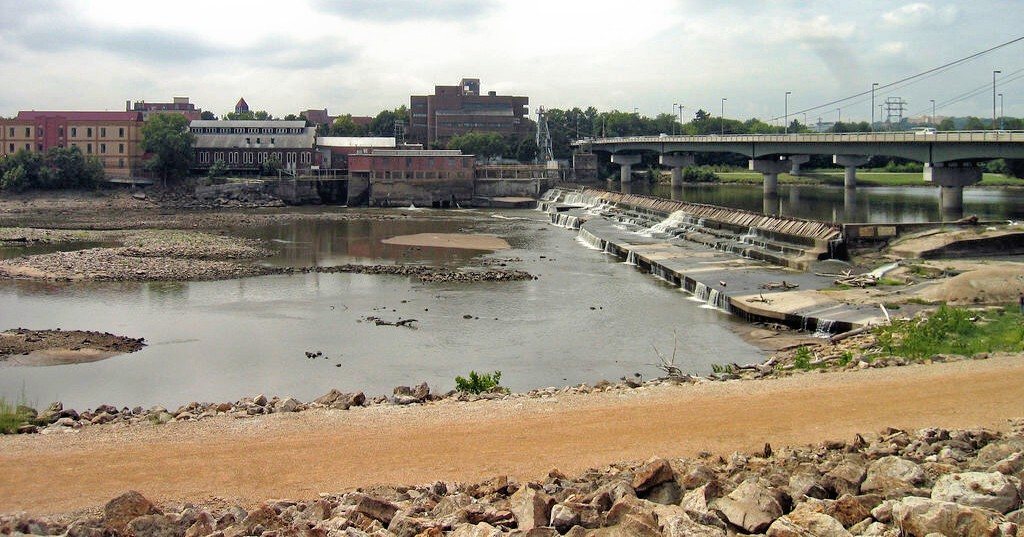
A Kansas folyó

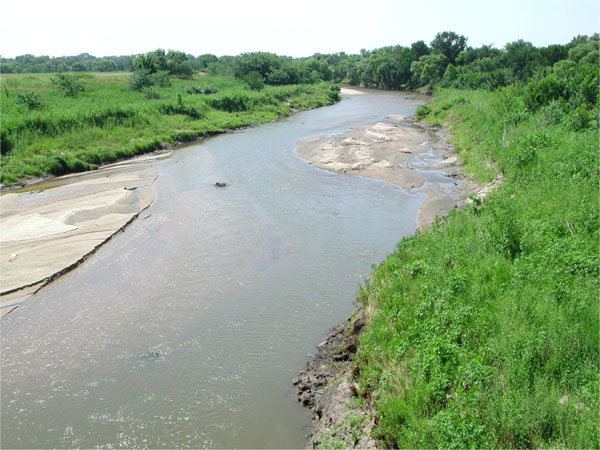
A Little Arkansas folyó

Az állam nyugati kétharmad részének felülete lapos dimbes-dombos táj, a Great Plains része. Az állam fennmaradó egyharmadának a keleti részén szintén vannak dombok és erdők. Az állam területe nyugatról keletre lejt, s a tengerszint feletti magassága 208,48 m a Verdigris folyó mentén Coffeyville-nél Montgomery megyében. Legmagasabb pontja a Sunflower Mount, amely 1231 méter, kb. 800 méter távolságra Colorado határától Wallace megyében. Általános nézet, hogy Kansas a nemzet leglaposabb állama, amelyet megerősíteni látszik a 2003. évi tanulmányok, amikor is megállapították, hogy Kansas laposabb mint egy palacsinta.
A Missouri folyó alkotja északkeleti természetes határát kb. 121 km hosszan. Kansas folyó (helyi beceneve: Kaw) a Smoky Hill és a Republican folyók egyesülésének folytatása, amely Kansas Citynél ömlik a Missouri folyóba. A Kansas és Smoky Hill folyók találkozásánál épült Junction City. Az Arkansas folyó Colorado államban ered, s Kansas állam délnyugati részén kb. 800 km hosszan kanyarogva átlép Oklahoma, majd Arkansas államba, ahol a Mississippi folyóba ömlik. Az Arkansas folyó vízgyűjtő medencéjének területe 505 000 km². Mellékfolyói a Little Arkansas, a Ninnescah, a Walnut, a Cow Creek, a Cimarron, a Verdigris és a Neosho folyók. Az állam más fontos folyói a Saline és a Solomon folyó, a Smoky Hill folyó Big Blue, Delaware és a Wakarusa folyók, melyek a Kansas folyóba ömlenek, valamint a Missouri mellékfolyója a Marais des Cygnes.

### Nemzeti parkok és történelmi helyek
A National Park Service védelme alatt a következő helyek állnak:
- Brown v. Board Of Education National Historic Site, Topeka
- California National Historic Trail
- Fort Larned National Historic Site Larned-ben
- Fort Scott National Historic Site
- Lewis and Clark National Historic Trail
- Nicodemus National Historic Site at Nicodemus, Kansas|Nicodemus
- Oregon National Historic Trail
- Pony Express National Historic Trail
- Santa Fe National Historic Trail
- Tallgrass Prairie National Preserve Strong City közelében

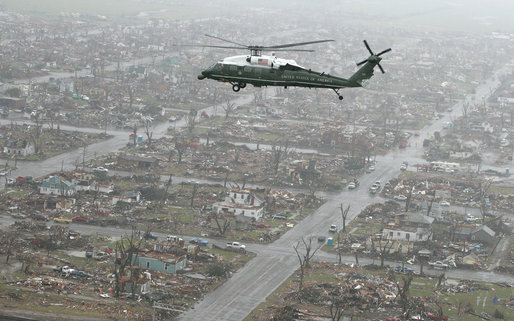
2007 május 16-os tornádó, Greensburg, KS

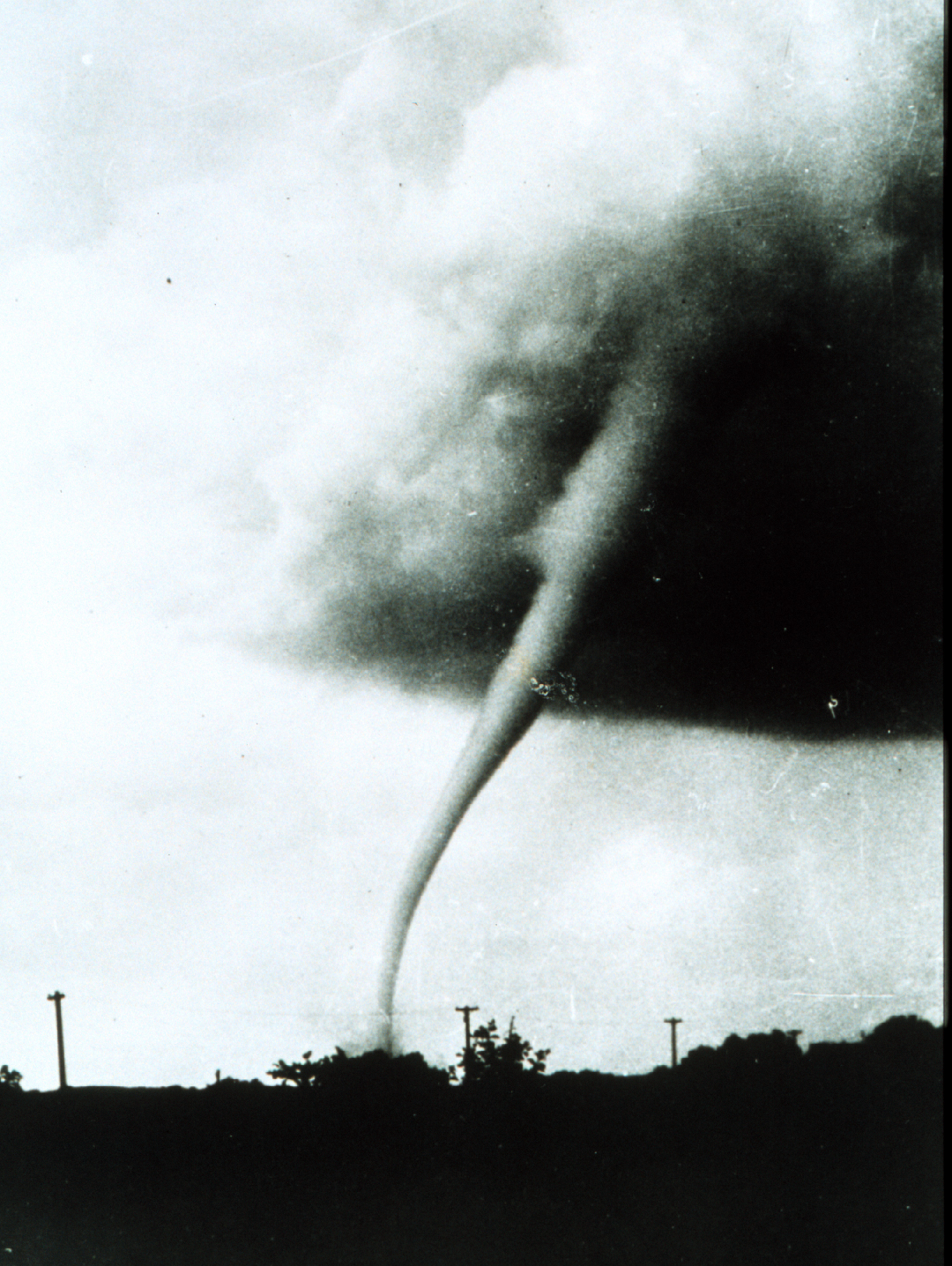
Manhattan, KS, 1949. május 31.

### Éghajlat
Kansas területén, kiterjedésénél fogva, három különböző típusú klíma van; párás kontinentális, félsivatagi, és párás szubtrópusi. Az állam kelettől számított kétharmad részén párás kontinentális az éghajlat, hideg telekkel, és forró nyarakkal.
A legtöbb csapadék tavasszal és a nyári hónapokban esik. Az állam fennmaradó nyugati része félszáraz préri. A nyár forró, a tél északnyugaton hideg, délnyugaton enyhe. A nyugati félsivatagi területeken a évi átlagos csapadék mennyisége 40 cm. A Chinook szél télen felmelegítheti nyugat Kansas levegőjét egészen 25°C-ig. Távol a délközépen és délkeleten az éghajlat szubtrópusi, ahol a nyár forró és párás, s a tél enyhe. A csapadék többnyire tavasszal és a nyári hónapokban esik, s több esőt kap, mint az állam többi része.
Az évi átlagos csapadék a délkeleti területeken 1200 mm, s délnyugati részen 400 mm körül van. A havazás a déli peremterületeken 130 mm és a távoli északnyugati részen pedig 900 mm. Fagymentes napok a déli területeken 200 nap egy évben, míg északnyugaton átlagosan 130 nap. Kansas a kilencedik vagy tizedik legnaposabb állam, attól függően, hogy milyen forrásokat vesznek alapul. Nyugat-Kansas éppen olyan napsütéses, mint Kalifornia vagy Arizona.
A sok napsütés ellenére az államot nem kerüli el a szélsőséges időjárás. Különösen tavasszal, sok a viharos erejű tevékenység, amely könnyen 3-as erősségű tornádóvá fejlődhet. National Climatic Data Center adatai szerint Kansasban - Texas kivételével - több tornádó volt, mint akármelyik más államban. Oklahomában hasonló gyakori a tornádó előfordulása. Alabamával párhuzamosan többször volt 5-ös erősségű tornádó. Évente átlagosan 50 tornádó keletkezik Kansas államban.
Kansasban, Alton közelében mérték Észak-Amerika minden idők legmagasabb hőmérsékletét 49.4 °C-ot.
| Havi normál magas és alacsony hőmérséklet Kansas különböző városaiban |          |          |           |          |           |           |           |           |            |             |            |          |
| City                                                                  | Január   | Február  | Március   | Április  | Május     | Június    | Július    | Augusztus | Szeptember | Október     | November   | December |
| Concordia                                                             | 2,2/-8,3 | 6,1/-5,5 | 12,2/-0,5 | 17,8/5   | 23,3/11,1 | 29,4/16,7 | 32,8/19,4 | 31,1/18,9 | 26,7/13,3  | 20/6,7      | 10,6/-14,4 | 4,4/-6,1 |
| Dodge City                                                            | 5/-7,2   | 8,9/-4,4 | 13,9/-0,6 | 19,4/5   | 24,4/11,1 | 30,6/16,7 | 33,9/19,4 | 32,8/18,9 | 27,8/13,3  | 21,2/4,4    | 12,2/-1,1  | 6,7/-5,6 |
| Goodland                                                              | 3,9/-8,9 | 7,2/-6,7 | 11,7/-3,3 | 17,2/1,7 | 22,2/7,8  | 28,9/13,3 | 31,7/16,1 | 30,5/15,6 | 25,5/10    | 18,9/3,3    | 10/-3,9    | 5/-7,8   |
| Topeka                                                                | 2,8/-8,3 | 6,7/-5   | 13,3/0,6  | 18,9/6,1 | 23,9/11,7 | 28,9/17,2 | 31,7/20   | 31,1/18,3 | 26,7/13,9  | 20,6/16,744 | 11,7/0     | 5/-5,6   |
| Wichita                                                               | 4,5/-6,7 | 8,3/-3,9 | 13,9/1,1  | 19,4/6,7 | 24,4/12,2 | 30,6/17,8 | 33,9/20,6 | 33,3/20   | 27,8/15    | 21,1/8,3    | 12,2/1,1   | 6,1/-4,4 |
|                                                                       |          |          |           |          |           |           |           |           |            |             |            |          |

## Történet
Az európaiak megérkezése előtt nomád indián törzsek éltek ezeken a területeken, s hatalmas bölénycsordák legeltek.
Az első európai, aki 1541-ben erre vezette expedícióját Francisco Vásquez de Coronado volt. 1803-ban Louisiana megvásárlása részeként az Egyesült Államok birtokába került. Azonban Délnyugat-Kansas a spanyol Mexikóhoz és a Texasi Köztársasághoz tartozott egészen 1848-ig, a mexikói-amerikai háborúig. 1812-1821-ig Kansas a Missouri Territory része volt.
1821-től 1880-ig a Santa Fe Trail szolgált kereskedelmi útvonalként. Ezen az úton keresztül szállították az árukat Missouriból, ezüstöt és prémeket Új-Mexikóból. A lovaskocsik nyomai a prérin még ma is láthatók.
1827-ben megalapították az első állandó fehér települést, Fort Leavenworth-ot.
Az első európai telepesek az 1830-as években kezdtek beszivárogni, de tömeges letelepedésekre csak az 1850-es években került sor nagy politikai csatározások közepette a rabszolgakérdés felett.
1854. május 30-án a Kansas–Nebraska-törvény értelmében hivatalosan is megnyitották e területeket a fehér telepesek számára. A Kansas Territory hatalmas területe ekkor magában foglalta Denvert, Colorado Springset és Pueblót. Az újonnan érkezett telepesek megpróbálták befolyásolni a szavazásokat a rabszolgakérdés tekintetében, hogy Kansas szabad állam, vagy rabszolgatartó legyen. Az Új-Angliából, többnyire Massachusettsből érkező abolicionista telepesek ellene voltak a rabszolgaság intézményének, s megpróbálták megakadályozni a rabszolgaság terjedését a szomszédos Missouriból és Arkansasból érkezőkkel szemben, akik viszont támogatták a rabszolgaságot. Ezáltal közvetlenül a polgárháború előtt az állam melegágya lett az erőszaknak és a káosznak. Az érdekcsoportok rendszeres összecsapásai miatt nevezték az államot „vérző Kansasnak” (Bleeding Kansas). Végül 1861. január 29-én a rabszolgaságot ellenzők győzedelmeskedtek. 1861. január 29-én Kansas mint szabad állam csatlakozott az Unióhoz, s így az Egyesült Államok 34. állama lett.
Ezután az erőszakos megmozdulások egy kis időre nagyjából alábbhagytak, de a polgárháború idején, 1863. augusztus 21-én William Quantrill vezetésével több száz ember betört Lawrence városába, megöltek közel 200 embert, lerombolták a város legnagyobb részét. Oklahoma City (Alfred P. Murrah Federal Building) bombázását megelőzően ez volt a legvéresebb támadás a rabszolgaság megszüntetése mellett álló csoportok ellen.
A polgárháború után számos veterán keresett új otthont Kansasban, a lakosság száma rohamosan növekedett, s a prérit jól termő farmokká alakították. Sok afro-amerikai „John Brown földjét” vélte felfedezni Kansas államban. Olyan vezetőjük volt, mint Benjamin „Pap” Singleton s ezáltal megkezdődtek a fekete kolóniák létrehozása Kansasban.
Ugyanebben az időben megnyílt a Chisholm Trail, s a vadnyugati korszak Kansasban is megkezdődött.
Wild Bill Hickok volt a rendőrbíró helyettes Fort Riley, Hays és Abilene településeken. A másik vad cowboy város Dodge City volt, ahol Bat Masterson és Wyatt Earp voltak a törvény emberei.
Csak egyedül egy év alatt 8 millió marha került elszállításra Dodge City-ből, s megszolgált a becenevéért, miszerint „a tehénpásztorok királynője” nevet kapta.
Az erőszakos cselekedetek miatt 1881. február 19-én az Egyesült Államok alkotmányban tiltotta meg az alkohol fogyasztását Kansasban.

## Népesség

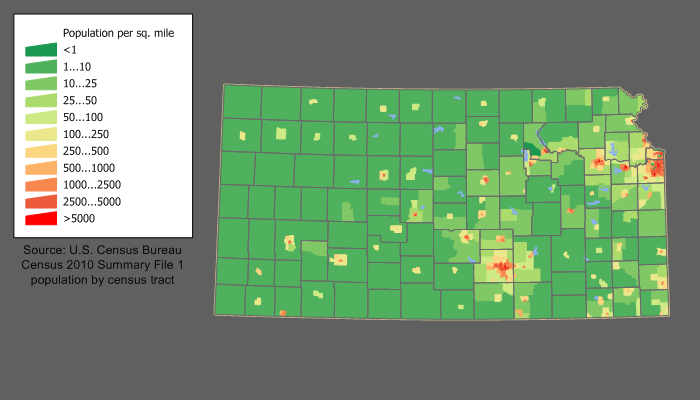
Kansas népsűrűségi térképe

Korfa

A 2007. évi U.S. Census Bureau felmérései szerint Kansas lakosainak száma 2 775 997 fő volt, mintegy 87 579 fővel nőtt az előző évhez viszonyítva, amely a teljes lakosságot tekintve 0,7%-os részarány-növekedést eredményezett. A 2000. évet alapul véve viszont 3,3%-os a növekedés aránya, amely magában foglalja a természetes növekedés eredményét is, ahol a születések száma 246 484 és a halálozások száma 152 585 volt.
A 2004-es felmérések 149 800 külföldön született állampolgárt jegyzett be, ami 5,5%-a volt a teljes lakosságnak.
A származás szerinti megoszlás a következőképpen alakult ebben az időszakban: a legnagyobb számú csoport a német származásúak 25,9%, ír származásúak 11,5%, angol 10,8%, amerikai indián leszármazott 8,8%, francia 3,1% és svéd származásúak 2,4%.
A német származásúak többnyire északnyugaton, míg az angol származásúak délkeleten telepedtek le.
A mexikói amerikaiak főként az állam délnyugati részén telepedtek le, és bizonyos megyékben az összlakosság 50%-át teszik ki. A kansasi afro-amerikaiak többsége a polgárháború utáni bevándorolt feketék leszármazottai.

### Vallás
A legnagyobb vallási felekezet a 2000. évi adatok szerint a római katolikus. A katolikus egyház mintegy 405 844 hívet számlált ebben az időben. A második az Egyesült Metodista Egyház, mely 206 187 követőt számlált; a harmadik pedig a megközelítőleg 101 696 tagot számláló baptista felekezet.

### Vidéki élet
Kansas a nemzet leglassabban növekvő állama. A középnyugati államok városainak 89%-a kevesebb mint 3 000 lelket számlál, s több száz kisebb városnak még 1000 lakosa sincs. Csak magában Kansas államban több mint 6000 szellemváros van.

### Fontosabb városok
|                                                                                                   | Város           | Lakosság* | Növekedés,%-ban** | Metropolisz            |
| ------------------------------------------------------------------------------------------------- | --------------- | --------- | ----------------- | ---------------------- |
| 1                                                                                                 | Wichita         | 357 698   | 0,29%             | Wichita                |
| 2                                                                                                 | Overland Park   | 166 722   | 1,78%             | Kansas City            |
| 3                                                                                                 | Kansas City     | 143 801   | -0,34%            | Kansas City            |
| 4                                                                                                 | Topeka          | 122 113   | -0,13%            | Topeka                 |
| 5                                                                                                 | Olathe          | 114 662   | 3,69%             | Kansas City            |
| 6                                                                                                 | Lawrence        | 88 605    | 1,68%             | Lawrence               |
| 7                                                                                                 | Shawnee         | 59 252    | 3,64%             | Kansas City            |
| 8                                                                                                 | Manhattan       | 50 737    | 1,83%             |                        |
| 9                                                                                                 | Salina          | 46 140    | 0,13%             |                        |
| 10                                                                                                | Lenexa          | 44,520    | 1,71%             | Kansas City            |
| 11                                                                                                | Hutchinson      | 41 085    | -0,29%            |                        |
| 12                                                                                                | Leavenworth     | 34 993    | -0,23%            | Kansas City            |
| 13                                                                                                | Leawood         | 30 702    | 1,75%             | Kansas City            |
| 14                                                                                                | Garden City     | 27 175    | -0,80%            |                        |
| 15                                                                                                | Emporia         | 26 188    | -0,40%            |                        |
| 16                                                                                                | Dodge City      | 26 101    | 0,54%             |                        |
| 17                                                                                                | Prairie Village | 21 414    | -0,49%            | Kansas City            |
| 18                                                                                                | Derby           | 21 101    | 2,62%             | Wichita                |
| 19                                                                                                | Liberal         | 20 384    | 0,58%             |                        |
| 20                                                                                                | Hays            | 19 726    | -0,23%            |                        |
| 21                                                                                                | Pittsburg       | 19 120    | -0,12%            |                        |
| 22                                                                                                | Newton          | 18,093    | 0,34%             | Wichita                |
| 23                                                                                                | Junction City   | 16 106    | -2,36%            | Manhattan              |
| 24                                                                                                | Gardner         | 15 597    | 10,17%            | Kansas City            |
| 25                                                                                                | Great Bend      | 15 537    | 0,20%             |                        |
| 26                                                                                                | McPherson       | 13 594    | -0,23%            |                        |
| 27                                                                                                | Ottawa          | 12 792    | 1,15%             | Kansas City            |
| 28                                                                                                | El Dorado       | 12 718    | -0,13%            | Wichita                |
| 29                                                                                                | Winfield        | 11 741    | -0,65%            | Winfield-Arkansas City |
| 30                                                                                                | Arkansas City   | 11 416    | -0,78%            | Arkansas City-Winfield |
| 31                                                                                                | Parsons         | 11 237    | -0,36%            |                        |
| 32                                                                                                | Merriam         | 10 773    | -0,35%            | Kansas City            |
| 33                                                                                                | Lansing         | 10 705    | 1,79%             | Kansas City            |
| 34                                                                                                | Coffeyville     | 10 387    | -0,97%            |                        |
| 35                                                                                                | Atchison        | 10 154    | -0,13%            |                        |
| 36                                                                                                | Haysville       | 10 029    | 2,45%             | Wichita                |
| *Becslés 2006. július 1. **Estimated annual growth rate 2000–2006 ‡Defined as a micropolitan area |                 |           |                   |                        |

Kansas államnak 627 városa van. Az állam törvényei szerint a városok három kategóriába oszlanak lakosainak száma szerint. A harmadik kategóriába tartoznak azok a városok, amelyek lélekszáma kevesebb mint 5000, de városok. A második kategóriába tartozó városok lakosainak száma kevesebb mint 25 000 fő, de több mint 15 000 fő. Az első kategóriába tartoznak azok a városok amelyeknek önálló közigazgatási területtel rendelkeznek.

#### Északkelet-Kansas
Az állam északkeleti része a keleti határtól Junction City-ig és a Nebraska határától délre Jonson megyéig, komoly történelmi háttere van, és több mint 1,5 millió ember él itt. Kansas City, Lawrence és Topeka metropolisz körzet.
Kansas City metropolisz körzetéhez tartoznak Johnson megye városai, ahol a lakosság száma leggyorsabban nő, s az egy főre eső kereset a legmagasabb. Az 1960-ban várossá vált Overlan Park-nak van a legtöbb lakosa és a legnagyobb területe a metropolisz körzetben. Otthon ad a Johnson County Community College-nak és a Sprint Nextel campusának, amely a legtöbb munkalehetőséget biztosítja a metropolis körzetben.
2006-ban Kansas City városa kapta azt a kitüntető elismerést, miszerint a hatodik legjobb hely Amerikában lakhatóság és keresetek szempontjából, a szomszédos város, Olathe pedig a tizenharmadik helyet kapta.
Olathe Jonson megye székhelye, s itt van Johnson County Ezecutive Airport is.
Olathe, Shawnee, Gardner városok lakossága nő a leggyorsabban.
Overland Park, Lenexa, Olathe és Gardner a korábban már említett egykori Santa Fe Trail mentén fekszik.
Több intézet és felsőoktatási intézmény van Északkelet-Kansas területén, mint például a Baker University, az állam első egyeteme Baldwin City-ben, MidAmerica Nazarene University Olathe városában, Ottawa University Ottawa és Overland Park városokban, Kansas City Kansas Community College és KU Medical Center Kansas City-ben, valamint KU Edwards Campus Overland Parkban. Innen nyugatra Lawrence városa adott helyet az állam legnagyobb nyilvános egyetemének, a University of Kansasnak és Haskell Indian Nations University-nek.
Területileg a második legnagyobb város Kansas City, ahol több etnikai csoport él együtt. Érdekességei a Kansas Speedway és a Kansas City T-Bones.
A Missouri menti Lansing városában van az első maximum biztonságú börtöne.
Az 1854-ben alapított Leavenworth történelmi jelentőségű város. A város északi részén, a Mississippi folyó nyugati oldalán van a Fort Leavenworth, a legidősebb aktív katonai erőd. Atchison városa volt a legkorábbi kereskedelmi központ és egyúttal Amelia Earhart szülővárosa.

#### Wichita

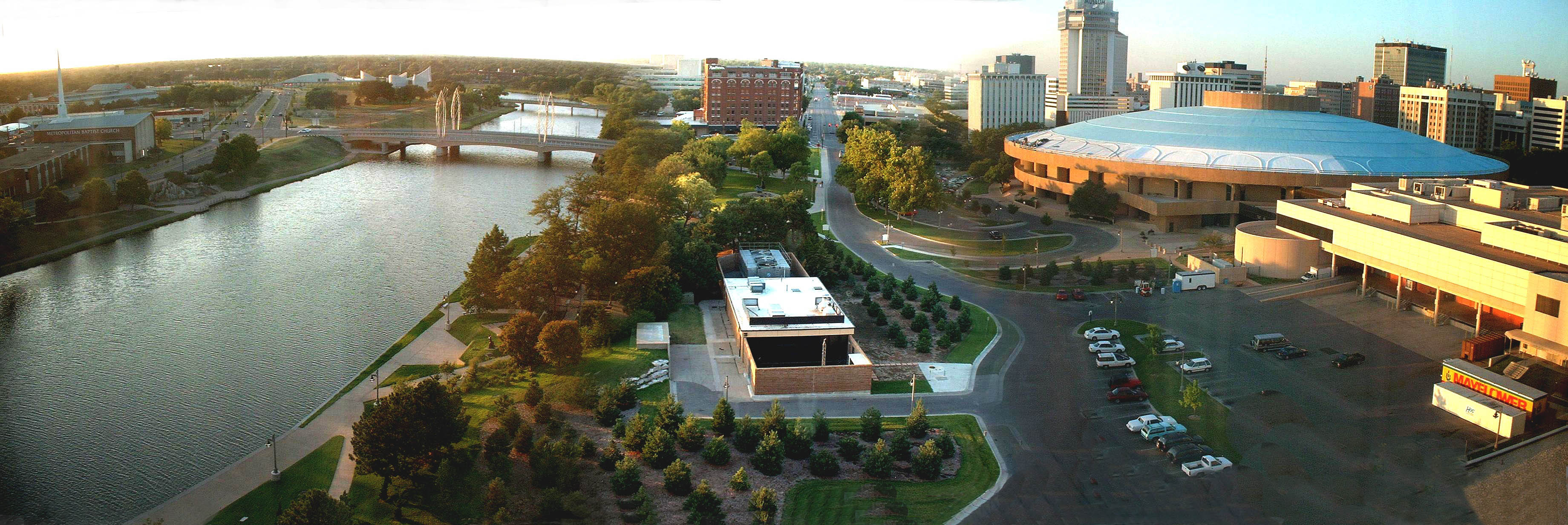
Wichita, Kansas állam legnagyobb városa

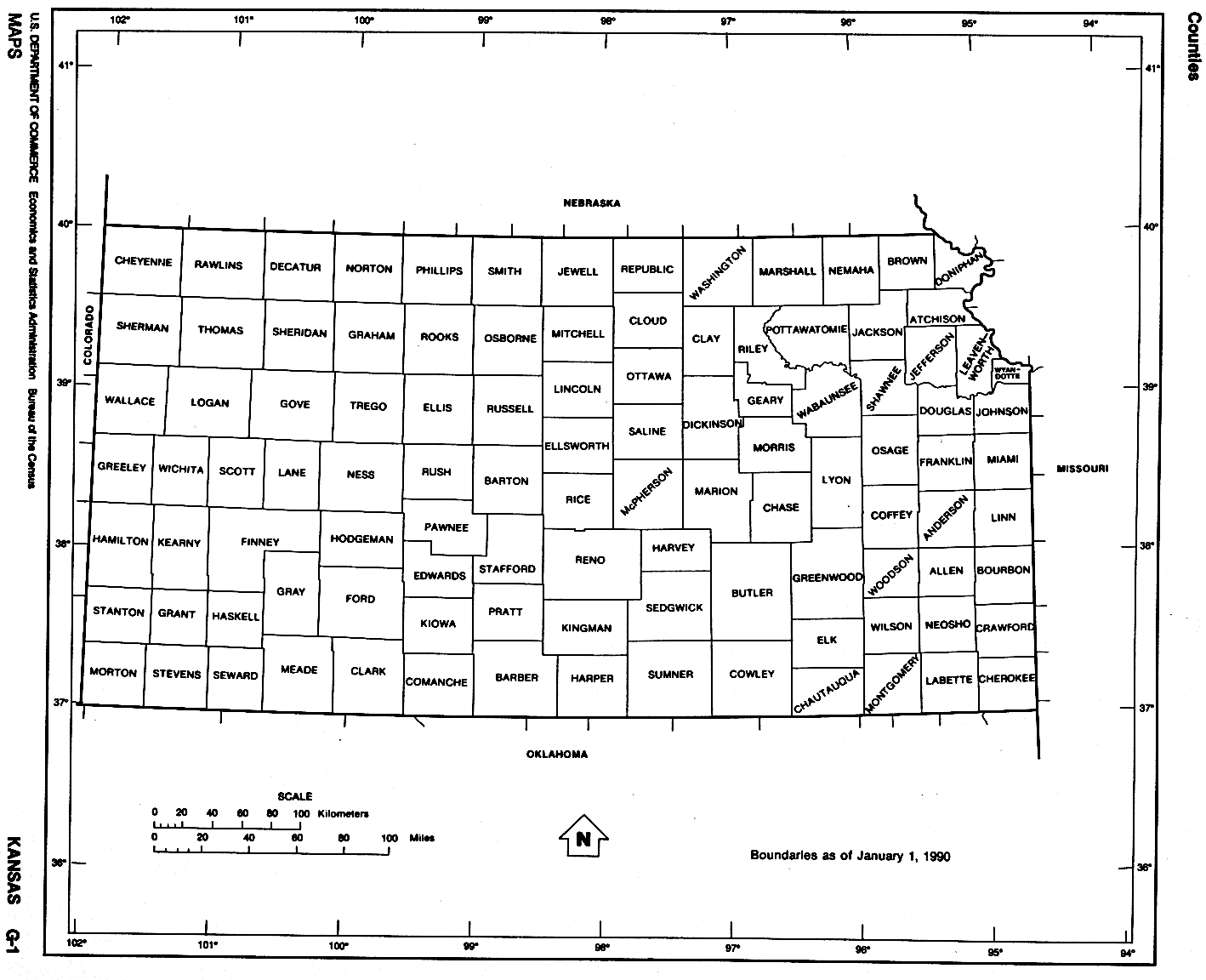
Kansas megyéi

Dél-közép Kansasban van a Wichita metropolis körzet, amely otthon közel 600 000 embernek. Wichita az állam legnagyobb városa mint lakosságát, mind területét illetően. Központja a repülőgép gyártásnak, s otthont ad a Wichita State University-nek. Közép-nyugat kulturális "Mekkája", számos múzeumával, s nemzeti szinten jegyzett történelmi helyeivel. Az államban Wichita, s a környező városok lakossága nő a legnagyobb iramban. Goddard lakossága 2000 óta mintegy 11%-kal nőtt. Más gyorsan növekvő városok Andover, Maize, Park City, Derby és Haysville.
Az Arkansas folyó mentén fekvő Hutchinson a világ legnagyobb sóbányájáról nevezetes. Itt épült fel a Kansas Cosmosphere and Space Center.
Wichita-tól északra az Interstate 135 mentén helyezkedik el Newton, s korábbi Santa Fe Railroad nyugati csatlakozása, amely elvezetett a hires Chisholm Trail-hez. Wichitától délkeletre fekvő városok Winfield és Arkansas City, melyek épületei történelmi nevezetességűek, Ark City-ben pedig megtalálhatjuk a Cherokee Strip Museumot. Udall városa volt a színhelye 1955. május 25-én az egyik leggyilkosabb tornádónak, amely megölt 80 embert.
Wichita-tól délnyugatra van Freeport városa az állam legkisebb települése, s lakosai száma összesen nyolc fő.

#### Délkelet-Kansas
Délkelet Kansas történelme egyedülálló, melyet nemzeti szinten is számontartott történelmi helyek a őriznek a szén bányát területén.
A Crawford megyében fekvő Pittsburg a terület legnagyobb városa, ahol a Pittsburg State University kapui várják a tanulni vágyókat. A szomszédos város Frontenac a színhelye volt a legborzasztóbb bánya szerencsétlenségnek, ahol 47 bányász vesztette életét. West Minerál városágtól kb. 2 km-re van a "Big Brutus" a gigantikus földmunka gép, amelyet ma érdekességként mutatnak be a turistáknak. A helyreállított történelmi nevezetességű Fort Scott-tól nem messze van az 1862-ben Abraham Lincoln által kejlölt nemzeti temető.

#### Közép- és Észak-közép-Kansas
Közép- és Észak-közép Kansas legnagyobb városa Salina. Salinától délre egy kis városban Lindsborg-ban készítik az ismert Dalecarlian játéklovakat. A kisváros épületei és díszítése magán hordozza a svéd építészeti stílus jegyeit. Az Interstate 70 mentén van a történelmi város Abilene, amely szülővárosa Dwight D. Eisenhower elnöknek.

#### Délnyugat-Kansas
Délnyugat Kansas nevezetessége a hírhedt Dodge City, ahonnan a 19. század folyamán a marhavagonokat útnak indították. A város a Santa Fe Trail mentén épült csakúgy, mint Liberal városa. Az első "wind-farm" Montezumában épült.

## Közigazgatás
Az államot 105 megyére osztották fel.

## Gazdaság
| A legnagyobb cégek Kansas-ban a munkások száma szerint | A legnagyobb cégek Kansas-ban a munkások száma szerint | A legnagyobb cégek Kansas-ban a munkások száma szerint | A legnagyobb cégek Kansas-ban a munkások száma szerint |
|                                                        | Munkáltató                                             | Munkások száma (fő)                                    | Város                                                  |
| ------------------------------------------------------ | ------------------------------------------------------ | ------------------------------------------------------ | ------------------------------------------------------ |
| 1                                                      | Spirit AeroSystems                                     | 21 000                                                 | Wichita                                                |
| 2                                                      | Fort Riley                                             | 12 500                                                 | Riley County                                           |
| 3                                                      | Scanlon's, LLC                                         | 6 000                                                  | Leavenworth                                            |
| 4                                                      | Univ. of Kansas Medical Ctr.                           | 5 000                                                  | Kansas City                                            |
| 5                                                      | Via Christi St. Joseph Hospital                        | 5 000                                                  | Wichita                                                |
| 6                                                      | Olathe Medical Ctr.                                    | 4 000                                                  | Olathe                                                 |
| 7                                                      | Via Christi St. Francis Hospital                       | 3 300                                                  | Wichita                                                |
| 8                                                      | Kansas State Univ.                                     | 3 030                                                  | Manhattan                                              |
| 9                                                      | Examone World Wide                                     | 3 000                                                  | Lenexa                                                 |
| 10                                                     | Koch Industries                                        | 3 000                                                  | Wichita                                                |

A 2003. évi adatok szerint Kansas GDP-je 97 milliárd amerikai dollárt volt, amely 4,3%-os növekedést mutat az előző évhez viszonyítva, de nemzeti viszonylatban a növekedés aránya 4,8%. Az egy főre eső jövedelem összege 29 438 amerikai dollár volt. A 2003. decemberi felmérések alapján a munkanélküliek aránya 4,9% volt.
Az Kansas fontos mezőgazdasági állam. Mezőgazdasági termékei a szarvasmarha, juh, búza, cirok, szójabab, gyapot, sertés és a kukorica. Kelet-Kansas része a Gabona-övnek, ezen a területen termelik Egyesült Államok legtöbb gabonaféleségét.
Nagy hagyományai vannak a só bányászatának.

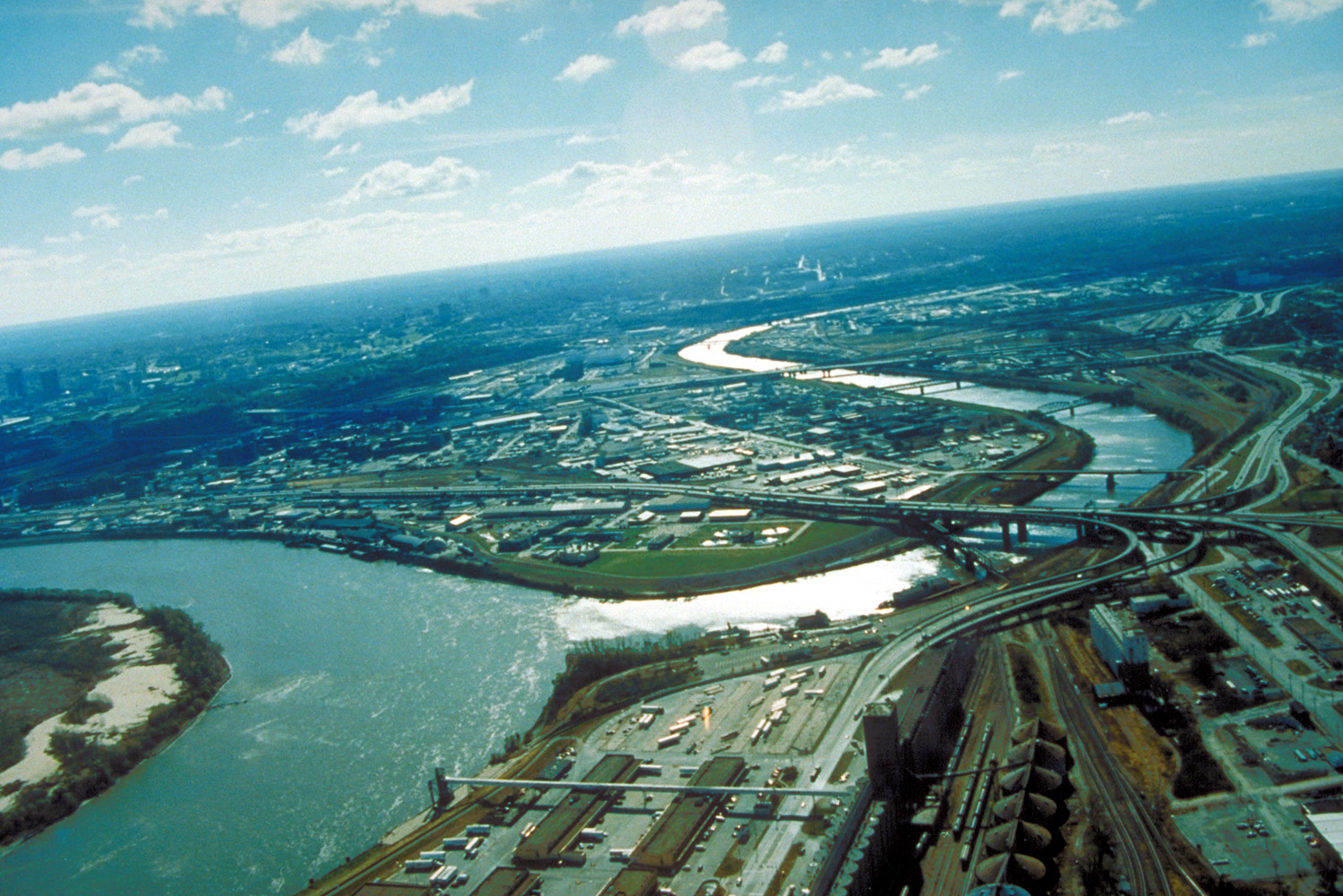
Kansas City (Kansas)

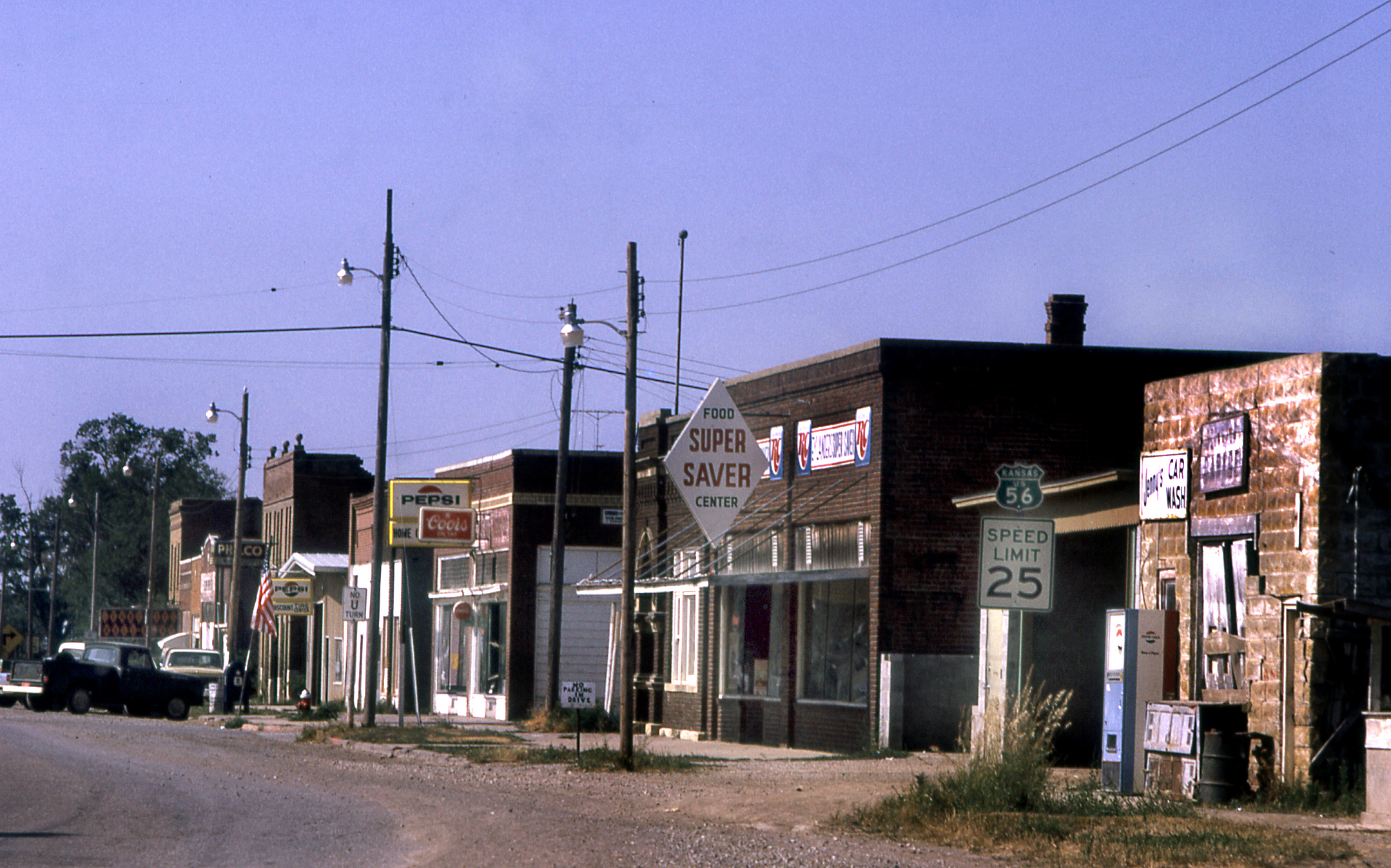
Scranton, Kansas, a US-56 úton, 1974-ben

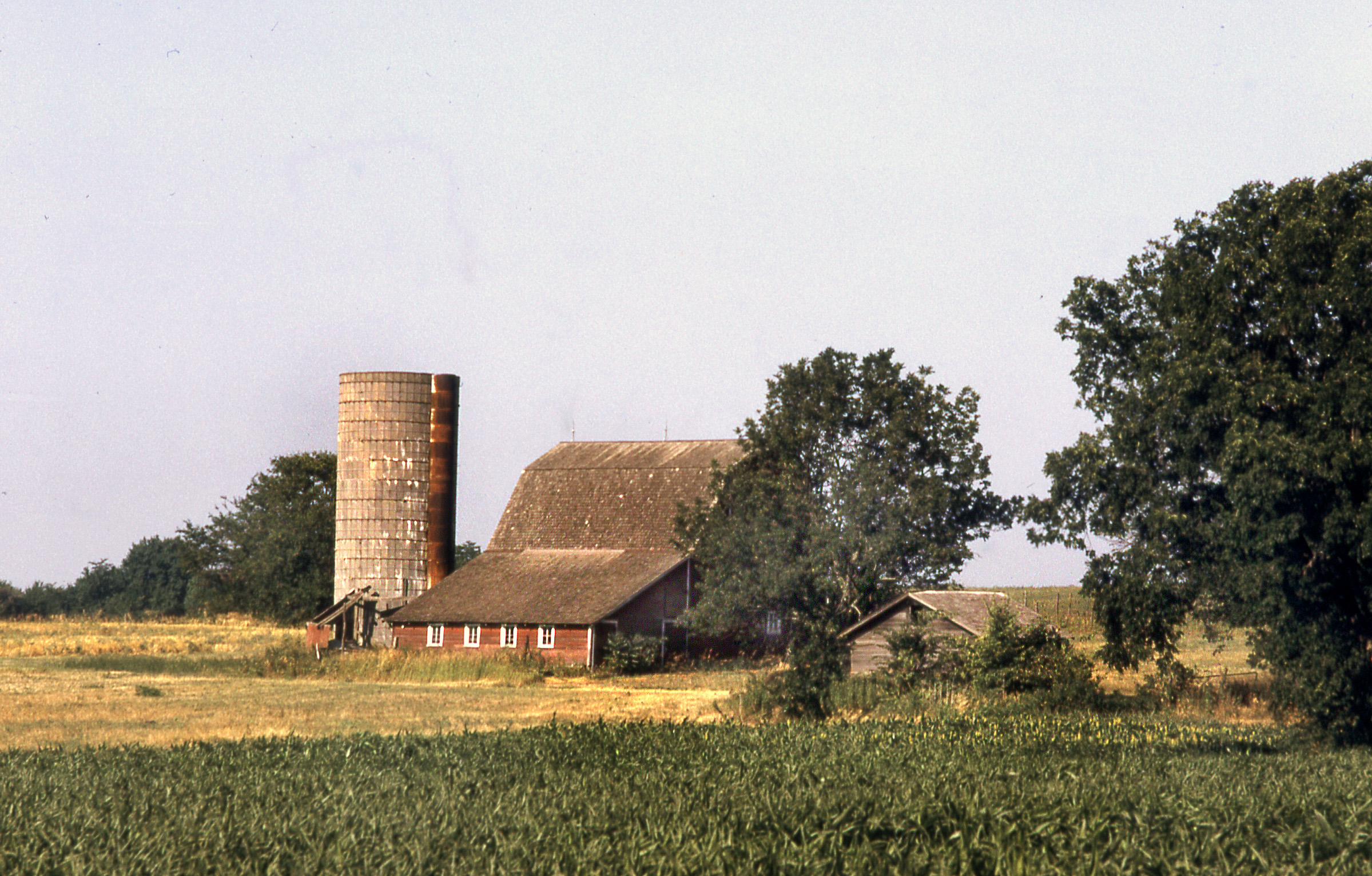
Egy kis farm

Ipari termékek a szállítási eszközök, kereskedelmi és magán repülőgépek gyártása, élelmiszer-feldolgozás, könyvkiadás, vegyi termékek gyártása, kőolajbányászat és feldolgozás.
Kansas nemzeti szinten a nyolcadik az olajtermékek előállításában, azonban csökkenő tendenciát mutat, mert egyre nehezebb az olajat kinyerni. A természetes gázok termelésében is a nyolcadik helyet foglalja el, de 1990 óta ez is csökkenő tendenciát mutat, mivel kútjai kimerülőben vannak.
Kansas gazdaságát jelentősen befolyásolják a repüléssel és űrrepüléssel kapcsolatos fejlesztések. Több nagy repülőgépgyártó cégnek van telephelye Wichitában és Kansas City-ben, ezek között van a Boeing, Spirit AeroSystems, Cessna, Learjet, és Hawker-Beechcraft.
Több jelentős cég központja Kansas. Ilyenek a Sprint Nextel Corporation, Overland Park, Embarq, YRC Corp, Garmin, Payless Shoes és a Koch Industries országos központja.